# Rose Scott
Rose Scott (8 octobre 1847 - 20 avril 1925) est une féministe et suffragette australienne, militant pour les droits des femmes.
Elle tenait des réunions hebdomadaires chez elle pour discuter de questions comme le droit de vote et le droit à l'éducation avec des politiciens, des philanthropes et des écrivains.  En 1902, elle a fondé la Women's Political Education League, qui a réussi à faire passer l'âge du consentement sexuel à 16 ans. Scott a également veillé à l'amélioration des droits des femmes en matière de travail et des conditions de vie des femmes incarcérées.